# Santa Tecla FC
Santa Tecla Fútbol Club is een voetbalclub uit Santa Tecla, El Salvador. De club speelt in de Primera División de Fútbol Profesional en werd in 2007 opgericht.

## Erelijst
- Primera División: Clausura 2015, Apertura 2016, Clausura 2017, Apertura 2018
- Segunda División: Clausura 2012
- Copa El Salvador: 2017, 2019

CD Águila · Alianza FC · CD Audaz · AD Chalatenango · CD Dragón · CD FAS · CD Luis Ángel Firpo ·  
AD Isidro Metapán · Municipal Limeño · CD Pasaquina · Santa Tecla FC · Sonsonate FC